# O Segredo de Miguel Zuzarte
O Segredo de Miguel Zuzarte é um telefilme português que retrata a época da Proclamação da República em Portugal. É baseado no romance homónimo de Mário Ventura. Foi realizado por Henrique Oliveira e, os seus actores principais são: Ivo Canelas, Catarina Avelar, Ana Nave, Luís Alberto e, António Cordeiro.
Embora se trate de um filme, a RTP exibiu-o em duas partes, respetivamente nos dias 9 e 10 de outubro de 2010.

## Sinopse
Em outubro de 1910, nas vésperas da Proclamação da República em Portugal, uma grande instabilidade se vive em todo o país, principalmente em Lisboa. Na aldeia alentejana de São Lourenço, essa instabilidade parece não ter chegado, pois a vida corre devagar e, nada de novo acontece.
As únicas ligações de São Lourenço com o resto do país e, do mundo são: um comboio que faz chegar e levar os produtos e as pessoas e, um telégrafo que faz chegar as notícias. Quando o telegrafista de São Lourenço morre, é delegado para a função Miguel Zuzarte (Ivo Canelas), natural de Lisboa, monárquico e que, chega à aldeia a 4 de Outubro, a véspera da proclamação da República.
Miguel é recebido com bondade mas também com alguma desconfiança pela população, por ser de Lisboa, mas rapidamente se entendem todos, pois Miguel Zuzarte é familiar do anterior telegrafista entretanto falecido. Miguel é um monárquico fervoroso que defende que a República só virá destruir Portugal.
No dia 5 de Outubro, primeiro dia oficial de trabalho de Miguel, a primeira notícia que recebe no telégrafo é a da proclamação da República e, consequentemente do exílio do rei D. Manuel II e, da raínha D. Amélia. Então, tal é a fúria com que Miguel fica ao saber da notícia que, sem se controlar, corta os fios do telégrafo e, se abate psicológicamente. Mais, decide ocultar a notícia à população, para o desgosto não ser ainda maior.
Porém, no dia 5, o comboio não chegou como era hábito diário. Embora com alguma estranheza, a população não dá grande importância. Mas, nos dias seguintes o comboio continua a não passar e, a aldeia fica em risco do completo isolamento. Então todos começam a desconfiar que Miguel Zuzarte lhes está a esconder algo, embora este negue constantemente.

## Elenco
- Ivo Canelas - Miguel Zuzarte
- Catarina Avelar - Zulmira Zuzarte
- Luís Alberto - Padre Firmino
- Carlos Gomes - Professor Gonçalves
- Ana Nave - Elisa Remédios
- Rui Pisco - Inocêncio
- Figueira Cid - Perfeito Mourão
- Dinarte Branco - Ximenes Vitoriano
- José Pedro Ferraz - Palma
- António Cordeiro - Marcelino Nazário
- Cristina Cavalinhos - Matilde Nazário
- Rosa do Canto - Praxedes
- Maria D’ Aires - Idalina
- Carla Lopes - Águeda
- Ângela Ribeiro - Brígida
- Juana Pereira da Silva - Perpétua
- António Fonseca - Lobão
- Teresa Faria - Guilhermina
- Figueira Cid - Pregoeiro
- Augusto Portela - Empregado de Lobão
- Afonso Melo - Maquinista do comboio
- Adérito Lopes - Republicano 1
- Jorge Loureiro- Republicano 2

## Equipa técnica
- Realizador: Henrique Oliveira
- 1º Assistente de Realização: Raúl Correia
- Directora de Produção: Cândida Vieira
- Director de Fotografia: Miguel Sales Lopes
- Direcção de Actores: António Cordeiro
- Montagem: Pedro Ribeiro
- Engenheiro de Som: Quintino Bastos
- Chefe Decoradora: Fernanda Morais
- Figurinista: Isabel Finkler
- Maquilhagem: Ana Lorena
- Cabeleireiro: Mário Leal
- Guião: João Pupo, João Tordo, Pedro Lopes, Rodrigo Freitas e Henrique Oliveira
- Baseado no romance de Mário Ventura
- Produtor: Henrique Oliveira

## Ver Também
- Alentejo sem Lei